# Georg Neumaier
Georg Neumaier (* 13. Februar 1966 in Wals-Siezenheim) ist ein österreichischer Ringer des Vereins AC Wals.

## Leben
Seine Eltern sind Georg und Elfriede Neumaier. Im Alter von sechs Jahren begann er den Ringsport auszuüben. Er wurde  Landesmeister im Schüler-, Jugend-, Junioren- und Allgemeinbereich. Mit 17 Jahren errang er seinen ersten Allgemeinen Staatsmeistertitel im freien Stil. Mit 34 Jahren errang er seinen 30. Staatsmeistertitel. Auch drei Medaillen bei Welt- u. Europameisterschaften hat er errungen, daher zählt er bis zum heutigen Tag auch zu einem der besten Freistilringer Österreichs.

## Internationale Ergebnisse
- 3. Platz Jugendweltmeisterschaften in Colorado Springs/USA 1983 Freistil
- 3. Platz Jugendweltmeisterschaften in Washington/USA 1984 Freistil
- 5. Platz Juniorenweltmeisterschaften in Slagharen/Niederlande 1984 Freistil
- 3. Platz Junioreneuropameisterschaften in Lidköping/Schweden 1986 Freistil
- 5. Platz Jugendeuropameisterschaften in Lodz/Polen 1984 Freistil
- 7. Platz Allgemeine Europameisterschaften Freistil in Stuttgart/Deutschland 1991
- 11. Platz Allgemeine Europameisterschaften Freistil Velinko/Tarnovo Bulgarien 1987
- 13. Platz Allgemeine Weltmeisterschaften Freistil in Varna/Bulgarien 1991
- 12. Platz Allgemeine Europameisterschaften Freistil in Kaposvár/Ungarn 1992
- 10. Platz Allgemeine Europameisterschaften Freistil in Fribourg/Schweiz 1995

| Personendaten    | Personendaten                               |
| ---------------- | ------------------------------------------- |
| NAME             | Neumaier, Georg                             |
| KURZBESCHREIBUNG | österreichischer Ringer des Vereins AC-Wals |
| GEBURTSDATUM     | 13. Februar 1966                            |
| GEBURTSORT       | Wals-Siezenheim                             |